# Anne Alassane
Anne Alassane ou Anne Alassane Prignitz, née le 6 mai 1976 à Toulouse, est une cuisinière française. Elle est connue notamment pour avoir remporté la première saison de l’émission télévisée culinaire MasterChef.

## Biographie

### Origines et enfance
Née à Toulouse, Anne Alassane passe une grande partie de son enfance en Afrique.

### Débuts professionnels
Elle rentre en 2002 en France, et s'installe à Montauban, puis rachète la ferme de ses grands-parents pour y mener des activités agricoles.

### Carrière dans la gastronomie
En 2010, afin de pouvoir ouvrir une ferme-auberge, elle participe à l'émission MasterChef sur TF1, faisant partie des 20 candidats en lice. Le 4 novembre, après douze semaines de compétition, elle remporte l'émission et est désignée « meilleure cuisinière amatrice de France ».
Peu de temps après sa victoire, elle ouvre en novembre de la même année, sa ferme-auberge à Montauban, ayant pour enseigne « La Pays'Anne ».
Elle est décorée de l'ordre du Mérite agricole en février 2011 par le ministre de l'Agriculture, Bruno Le Maire.
Elle anime en 2012 une émission culinaire de France 3 Limousin (également diffusée sur France 3 Languedoc-Roussillon), dont le nom est Péché Gourmand.
Depuis 2016, elle est chef du restaurant « Le Lanaud », au pôle de Lanaud à Boisseuil, près de Limoges. En 2022, elle ouvre un second restaurant situé à Limoges. Ce restaurant cesse son activité dès 2024 ; dans la foulée, Anne Alassane quitte la gérance du Lanaud. 
En décembre 2024, elle devient la chef de So Club à Viriat, dans l'Ain.

### Élue locale
À la suite des élections municipales de 2014, et jusqu'en janvier 2017, elle est conseillère municipale de la ville de Montauban, élue de la liste UMP, menée par Brigitte Barèges. Elle est également conseillère communautaire du Grand Montauban.

### Condamnation
En mai 2025, elle est condamnée par le tribunal de Limoges à rembourser plus de 370 000 € pour salaires, cotisations sociales impayées et avoir cherché à détourner les fonds résultants de la vente de son restaurant.

### Vie privée
Le 2 janvier 2012, deux de ses filles, Louise et Rose, âgées de quatre et deux ans, meurent dans l'incendie de la maison familiale.
Le 18 novembre 2013, un nouvel incendie touche un bâtiment situé à proximité de « La Pays'Anne ».
Un livre intitulé Pour l'amour des miens, relatant son histoire personnelle, paraît en mars 2013.
Anne Alassane a eu neuf enfants, sept filles et deux garçons, dont sept encore en vie. Elle a eu Mathilde (1996) et Laura (2000), avec son compagnon Patrick, Joséphine (2002), Victor (2005), Louise (2007-2012) et Rose (2009-2012) avec son mari Issifou, originaire du Bénin, puis Margaux (2013) et Amélie (2014) avec Mike, son compagnon de 2011 à 2017. Son neuvième enfant, Ismaël, porteur de trisomie 21, est né en 2023. Le père d’Ismaël se prénomme Kader et Anne n’est plus en couple avec lui. Elle est devenue grand-mère d'Anaya en 2017, la fille de Mathilde.

## Publications

### Ouvrages culinaires
- Anne Alassane et Yves Camdeborde, Masterchef, saison 1 : les meilleures recettes d'Anne, Solar, 2011, 127 p. (ISBN 978-2-263-05339-9)
- Collectif (Chloé Chauveau), Masterchef le Cookbook : les 100 meilleures recettes de l'émission Masterchef, Solar, 2010, 237 p. (ISBN 978-2-263-05330-6)
- Anne Alassane, Anne Stram Gram, Geste éditions, 2017 (ISBN 2367468516)
- Anne Alassane, Cuisinez le barbecue avec Anne Alassane, éditions Larousse, 2022 (ISBN 2036023363)

### Autobiographie
- Anne Alassane, Pour l'amour des miens, Michel Lafon, 2013 (ISBN 978-2-7499-1776-4)